# Karaniouka (rejon homelski)
Karaniouka (biał. Каранёўка; ros. Коренёвка, Korieniowka) – osiedle na Białorusi, w obwodzie homelskim, w rejonie homelskim, w sielsowiecie Ziabrauka.
Znajduje się tu mijanka i przystanek kolejowy Karaniouka, położony na linii Bachmacz - Homel. 